# باشگاه فوتبال گلوبال
باشگاه فوتبال گلوبال سبو یک باشگاه حرفه‌ای فوتبال فیلیپینی در شهر سبو. این باشگاه در لیگ فوتبال فیلیپین بالاترین سطح فوتبال فیلیپین بازی می‌کند.میثاق بهادران هم اکنون عضو این تیم است.

## افتخارات

### لیگ
- لیگ فوتبال فیلیپین:
  - نایب قهرمان: ۲۰۱۷
- لیگ فوتبال اتحادیه (فیلیپین) دسته ۱:
  - قهرمانی: ۲۰۱۲، ۲۰۱۴، ۲۰۱۶
  - نایب قهرمان: ۲۰۱۱، ۲۰۱۳، ۲۰۱۵ ۲۰۱۵
- لیگ فوتبال اتحادیه (فیلیپین) دسته ۲:
  - قهرمانی: ۲۰۱۰

### جام
- مسابقات ملی باشگاهی مردان:
  - قهرمانی: ۲۰۱۱
  - نایب قهرمانی: ۲۰۱۳–۱۴، ۲۰۱۴–۱۵
- جام یواف‌ال:
  - قهرمانی: ۲۰۱۰، ۲۰۱۶
  - نایب قهرمان: ۲۰۱۲
- جام یواف‌ال اف‌ای لیگ:
  - نایب قهرمان: ۲۰۱۴
- جام یواف‌ال اف‌ای:
  - قهرمانی: ۲۰۱۴

## فعالیت های بین‌المللی
- جام ریاست جمهوری آسیا : ۲۰۱۳ (۱ دوره حضور)
- ای‌اف‌سی کاپ : ۲۰۱۵, ۲۰۱۷, ۲۰۱۸ (۳ دوره حضور)
- لیگ قهرمانان آسیا : ۲۰۱۷ (۱ دوره حضور در مقدماتی)
- جام سنگاپور:
  - نایب قهرمان: ۲۰۱۷ (۵ دوره حضور)